# Álvaro Gil-Robles
Álvaro Gil-Robles (Lisboa, 9 de setembre de 1944) és un polític, advocat i professor universitari espanyol de la segona meitat del segle XX i principis del XXI, fill de José María Gil-Robles y Quiñones, líder històric de la CEDA. Encara que va néixer a Portugal, als pocs anys es va traslladar a Madrid, on va estudiar Dret, llicenciant-se en 1966 per la Universitat Complutense. El 1973 va obtenir el doctorat per la mateixa universitat, en la qual va exercir com a professor de dret administratiu els anys següents. En 1981 va redactar el projecte de llei que regula les competències del Defensor del Poble, càrrec del qual va ser primer adjunt entre 1983 i 1985, i que va ocupar de 1988 a 1993. Del 15 d'octubre de 1999 al 31 de març de 2006 va ser el primer Comissari de Drets Humans del Consell d'Europa, càrrec en el qual va ser succeït pel suec Thomas Hammarberg. Ha exercit diversos càrrecs en organismes nacionals i internacionames relacionats amb els drets humans. Ha publicat gran quantitat d'articles i llibres sobre drets humans.